# Glenea glaucoptera
Glenea glaucoptera là một loài bọ cánh cứng trong họ Cerambycidae.